# 呉棠
呉 棠（ご とう、Wú Táng、1813年 - 1876年）は、清末の官僚。字は仲宣。安徽省明光県出身。
1845年に挙人となった。江蘇省の桃源県や清河県の知県となり、山東省からの捻軍の侵入に郷勇を率いて撃退した。1853年に太平天国軍が揚州を陥落させると、郷勇数万人を集めて、近隣諸県の防衛にあたった。1860年に淮徐道に任命され、長江の北で団練を組織してしばしば捻軍を破った。1861年、江寧布政使・漕運総督となり長江の北の食糧補給を担当した。この間、漕運総督府のある清江浦を修築して、捻軍からの防衛に成功している。1865年に両広総督となったが捻軍に対処するために実際には就任せず、漕運総督に留まった。1866年、閩浙総督に異動。
1867年、四川総督となり、貴州省のミャオ族の反乱の鎮圧の助力にあたり、1871年からは成都将軍も兼任した。総督として民力休養と飢民の救済に尽力した。1875年、病で辞任。死後、勤恵の諡号が贈られた。